# 生物製藥
生物製藥（英語：biopharmaceutical）也稱生物製劑（biologic）、生物醫學產品（biologic(al) medical product）、生物藥品，與全合成藥物不相同，是在生物來源中製造、提取、或半合成的藥品。
生物製藥可由糖、蛋白質、核酸構成，或由這些物質透過複雜的方式組合而成，或者就是活體細胞、組織。它們（或是其前體，或是成分）與人類、動物、植物、真菌、或微生物等活體來源各自獨立，可用作治療人類和動物的藥品。生物製藥包含：疫苗、全血、血液成分、過敏原、體細胞、基因治療、組織、重組DNA、重组治疗蛋白，和用於細胞療法的活體藥物。
和生物製藥相關的术语，在不同的学术團體和單位之間會有變化；在一般生物製藥類別中，對不同治療劑子集會有不同的表達方式。一些監管機構使用的“生物醫學產品（biological medicinal products）”或“治療用生物產品（therapeutic biological product）”術語，專指加工後的高分子產品（例如蛋白質和核酸為基底的藥物），而與通常直接由動物體內（直接由生物來源而來）提取的諸如血液、血液成分、或是疫苗之類的產品有所區分。{特殊藥品是近期被單獨歸為一類的藥物，價格昂貴，通常它們就是生物製藥。歐洲藥品管理局（EMA）使用ATMP這個術語——高級治療藥物（advanced therapy medicinal products）——透過基因、細胞、或是組織的工程，製出用於人類的藥物，包括有基因治療藥物、體細胞治療藥物、組織工程藥物、以及由前述組合而成的藥物。在EMA的文字中，所謂“高級療法”是專指ATMP，但這種表達在EMA使用的文字內容之外，並沒有那麼的專用性。
例如，基於基因和細胞的生物製藥通常位於生物醫學和生物醫學研究的最前端，用來治療尚無其他治療方法可用的疾病。
在某些國家/地區，監管生物製藥的途徑與監管小分子藥物和醫療器械的並不相同。
生物藥學探討與生物製藥相關的藥學。生物藥理學是藥理學的分支，用來研究生物製藥的藥理。

## 主要類別

### 從生物來源提取
一些最古老的生物製藥是從動物，尤其是人體中所提取。重要的包含有：
- 全血，以及其他血液成分
- 器官移植，和組織移植
- 幹細胞療法
- 透過被動免疫方式產生的抗體
- 人工生殖
- 母乳
- 糞便菌群移植

從前是由動物身上提取的某些生物製藥，例如胰島素，現在通常是透過重組DNA而產生。

### 由重組DNA產生
所謂“生物製藥”這個術語，雖可用在多種生物產品之上。但在多數情況下，這個術語會比較局限用在透過重組DNA技術而生產出來的治療藥物（無論是已經批准，或正在開發之中）。通常有下列三種：
1. 與人體自身的信號蛋白幾乎相同的物質。例如刺激血液生成的蛋白質-紅血球生成素、或是簡稱為“生長激素”的刺激成長激素、或是生物合成的人類胰島素，以及其類似物。
2. 單株抗體。這些抗體和人類免疫系統用來對抗細菌和病毒的抗體類似，但是它們擁有“獨特設計”（使用融合瘤技術（英语：Hybridoma technology），或其他方法產出），可用來對抗或是阻斷任何特定的物質，或是針對任何特定的細胞；下表會列出使用單珠抗體治療不同疾病的實例。
3. 受體架構（融合蛋白），這些通常是依據天然受體做出類似的抗體架構。此類受體因此有精密的特性，而抗體架構提供藥理學方面的穩定性和其他有用的特性。下表將列出一些示例以供參考。

從狹義上講，生物製藥之作為藥物，已在許多醫學領域，主要是在風濕病學和腫瘤學中產生深遠的影響，另外也對心臟學、皮膚病學、胃腸學、神經醫學等發生影響。在這些學科中，生物製藥為許多治療方式增添重要的選擇，包括一些原來無法有效治療的疾病，以及一些原來治療效果明顯不足的疾病。然而，生物療法的出現，除產生複雜的監管問題之外，由於生物療法的成本遠高於傳統的藥物治療，也引發對藥物經濟學的密切關注。由於許多生物製藥是用於治療慢性病，例如類風濕性關節炎或炎症性腸病，或用於治療患者餘生中無法治癒的癌症，這種經濟因素的衝擊更形重要。對於相對常見的病症，採用典型的單株抗體療法的費用，每名患者通常每年要花費7,000-14,000歐元。
罹患類風濕性關節炎、乾癬性關節炎、或強直性脊柱炎等的老年患者，在接受生物療法治療時，遭受致命的感染、不良心血管狀況、和惡性腫瘤風險的機率會增加。
首先被批准用於治療用途的此類物質，是利用重組DNA方式生產的“人體”胰島素，或稱rHI，商品名為Humulin，由基因泰克公司所開發，授權給禮來公司在1982年開始生產和銷售。
生物製藥的主要種類包括：
- 凝血因子（第八因子（英语：Factor VIII）和第九因子（英语：Factor IX））
- 溶栓（英语：Thrombolysis）劑（組織型蛋白酶原活化因子（英语：tissue plasminogen activator））
- 激素（胰島素、胰高血糖素、生長激素、性腺刺激素（英语：Gonadotropin））
- 造血生長因子（紅血球生成素，集落刺激因子）
- 干擾素（α型干擾素(IFN-α)、β型干擾素(IFN-β)、γ型干擾素(IFN-γ)）
- 白細胞介素相關產品（白细胞介素-2）
- 疫苗（B型肝炎表面抗原）
- 各種單株抗體
- 其他產品（腫瘤壞死因子家族（英语：Tumor necrosis factor superfamily），和治療用酶）

生物製藥行業在2008年對新藥的研發，共投資652億美元。一些利用重組DNA技術製成的生物製藥有：
| 美國採用名稱（USAN）/國際非專利藥品名稱（INN） | 商品名稱          | 症狀                                                                       | 製作技術                                                 | 作用機制                                      |
| ---------------------------------------------- | ----------------- | -------------------------------------------------------------------------- | -------------------------------------------------------- | --------------------------------------------- |
| abatacept                                      | Orencia（恩瑞舒） | 類風濕性關節炎                                                             | 抗體細胞毒性T淋巴細胞相關抗原4融合蛋白                   | T細胞去活化                                   |
| 阿達木單抗                                     | Humira（復邁）    | 類風濕性關節炎、強直性脊柱炎、乾癬性關節炎、乾癬、 潰瘍性結腸炎、 克隆氏症 | 單珠抗體                                                 | 腫瘤壞死因子-α（TNF） 受體拮抗劑              |
| 阿法赛特                                       | Amevive           | 慢性斑塊型乾癬                                                             | 免疫球蛋白 G融合蛋白                                     | 特性尚未被完整描述                            |
| 紅血球生成素                                   | Epogen            | 癌症化學療法引起的貧血， 慢性腎臟病等                                      | 重組DNA產生的蛋白質                                      | 促使紅血球生長                                |
| 恩博                                           | Enbrel            | 類風濕性關節炎,、強制性脊柱炎、乾癬性關節炎、乾癬                          | 重組人類腫瘤壞死因子受體融合蛋白質                       | 腫瘤壞死因子受體拮抗劑                        |
| 英利昔單抗                                     | Remicade          | 類風濕性關節炎,、強制性脊柱炎,、乾癬性關節炎、乾癬、潰瘍性結腸炎、克隆氏症 | 單株抗體                                                 | 腫瘤壞死因子受體拮抗劑                        |
| 曲妥珠單抗                                     | Herceptin         | 乳癌                                                                       | 人源化單珠抗體                                           | HER2/neu拮抗劑（人類表皮生長因子受體2拮抗劑） |
| ustekinumab                                    | Stelara（喜達諾） | 乾癬                                                                       | 人源化單珠抗體                                           | 白细胞介素-12以及白細胞介素-23拮抗劑          |
| denileukin diftitox                            | Ontak             | 皮膚T細胞淋巴瘤 (CTCL)                                                     | 由白喉毒素工程改造的蛋白質，由白细胞介素-2和白喉毒素組成 | 白细胞介素-2受體結合劑                        |
| 戈利木單抗                                     | Simponi（辛普利） | 類風濕性關節炎,、強制性脊柱炎、乾癬性關節炎、乾癬、潰瘍性結腸炎            | 單珠抗體                                                 | 腫瘤壞死因子-α受體拮抗劑                      |

### 疫苗
許多疫苗都是在組織培養物中生成。

### 基因治療
基因治療是利用分子生物學方法把目的基因導入患者體內，使之達成目的基因產物，而達到治療疾病的目的。

## 生物相似藥
在2012年至2019年間，由於大量重磅炸彈生物製藥的專利到期後，藥廠對生物相似藥（即後續生物製藥）的興趣大為增加。，生物製藥與具有相同化學活性成分的小分子藥品相比，更為復雜，同時還有許多亞種存在。由於生物製藥的異質性和對於製程的高敏感性，原始製藥和後續的相似藥會隨著時間變化，顯示出特定變異性，但是原始製藥和後續相似藥的安全性和臨床功能，在他們整體生命週期中必須保持一致。現代有各式分析工具（例如液相色譜、免疫分析、質譜分析等）可用來監控製程變化，並為每種生物製藥的獨特設計空間作描述。
因此，生物相似藥相對於小分子通用名藥物，需要不同的監管框架。 美國在21世紀制定法律，對生物相似藥測試所採取的中庸立場予以認可，把此問題解決。生物相似藥與小分子通用名藥物相比，申請的時需要做更多的測試，但是與註冊全新的藥物相比，需要做的測試又較少。
歐洲藥品管理局在2003年引入適用於生物相似藥（稱為“類似生物醫藥產品（similar biological medicinal products）”）的申請途徑。申請的重點是要充分證明這些“同類”產品與現有的產品有“可比性”。美國在2010年核准的《患者保護與平價醫療法案》也建立簡化的批准程序，只要生物相似藥能證明與美國食品藥品品監督管理局（FDA）許可的參考生物產品相比，有生物相似性或互換性即可。相似藥之所以會被引入，主要就是希望能降低患者和醫療系統的成本。

## 商業化
公司在開發新的生物製藥時，通常會申請專利，以取得專有製造權。這是開發者用來收回投資成本的重要手段。美國專利法和歐洲的要求並不相同，歐洲專利法的要求很嚴格，申請者不易達成。自1970年代以來，有關生物製藥的專利核准總數有顯著增加。在1978年授予的專利總數為30件。到1995年已增加到15,600件，到2001年，專利申請案件已達34,527件。2012年，美國在生物製藥行業中擁有的智慧財產權數目最高，佔全球專利總數的37％；但這個行業仍有很大的增長和創新的空間。為確定在研究開發方面有更穩定的投資，對當前的知識產權制度做修訂，成為美國政策辯論中的一個重要議題。血液製品和其他人類來源的生物製品，例如母乳，由於受到高度管制，或是很難進入市場，需要者常會碰到供應短缺的困境。儲存這些生物製藥的機構（被稱為“銀行”）通常無法有效地將它們交付到客戶手上。
相對的，由於用於生育治療的精子和卵細胞受到的管制不嚴格，生殖細胞庫得以分佈更為廣泛，也較易取得服務。

## 大規模生產
生物製藥可經由微生物細胞（例如重組大腸桿菌或酵母培養物）、各式哺乳動物細胞（請參閱細胞培養）、植物細胞培養物（請參閱植物組織培養）、和苔蘚植物，在生物反應器（包括光合反應器）中生產。。需要關注的是生產成本（小批量和高純度的生產方式），還有微生物污染（由細菌，病毒，黴漿菌引起）的問題。利用生物產藥（或稱基因產藥術，或是藥耕）的方式來生產，也在實驗之中。

### 轉基因
透過經由基因改造的動物或植物來生產藥物的方法是有爭議的做法。由於可能會失敗，或是監管機構因為風險和道德問題而進行審查，這種生產方式對投資者而言會有重大風險。這種方式產生的作物，還存在與未經改造的作物，或是與經過改造，但非做醫學用途的作物，發生交叉污染的風險。
有種方法是創造轉基因哺乳動物，在它們的乳汁、血液、或尿液中產生生物製藥。一旦有轉基因動物，就可使用原核顯微注射的方法，透過無性複製產生具有修飾基因組的後代。首度由轉基因山羊乳汁提煉的此類藥物是ATryn，但歐洲藥品管理局於2006年2月禁止這種產品的銷售。但禁售決定在2006年6月被撤銷，而在2006年8月取得銷售核准。

## 法規

### 歐盟
在歐盟，生物醫藥產品是從生物系統生產或從中提取的活性物質，除需做理化測試之外，還要做各式特性的生物學測試。對生物醫藥產品特性的測試，包括在活性成分、最終產品、以及生產流程及其控制的測試。例如：
- 生產流程–它可使用生物技術，或其他技術。它可使用已有的生產技術，做如血液、血漿衍生產品、和疫苗的生產。
- 活性物質–源自微生物、動物、人類、或是植物的微生物、哺乳動物細胞、核酸、蛋白質、或多醣成分所組成。
- 作用方式–治療用和免疫用醫學產品、基因水平轉移材料、或細胞療法材料。

### 美國
在美國，生物製藥經由生物製藥許可證申請（BLA）的路徑獲得許可，然後提交給FDA的生物製藥評估與研究中心（CBER），由其監管。核准方面，可能需經數年的臨床試驗，包括在人類志願者身上的試驗後才能獲得。即使在藥物開始使用後，相關單位仍會持續對其性能和安全性做監控。製造過程必須符合FDA的“良好生產規範”- 必須在無塵室環境中製造（對空氣中微粒和其他微生物污染物的數量均受嚴格控制）。

### 加拿大
在加拿大，生物製藥（和放射性藥物）由加拿大衛生部轄下的生物和遺傳療法管理局負責審查。

## 外部連結
- 醫學主題詞表（MeSH）：Biological Products
- Debbie Strickland.  (PDF). Biotechnology Industry Organization (BIO). 2007  [2007-12-17]. （原始内容 (PDF)存档于2007-09-27）.
- Timothy B. Coan; Ron Ellis.  (PDF). Consumer Project on Technology. 2001-06-01  [2007-12-17]. （原始内容存档 (PDF)于2020-08-23）.
- . National Psoriasis Foundation. 2006-11-01  [2007-12-17]. （原始内容存档于2006-01-01）.